# ميخيل دوهاليافيتس
ميخيل دوهاليافيتس (بالروسية: Долголевец, Михаил Викторович)‏ (مواليد 18 مايو 1990) هو ملاكم بيلاروسي، مثّل بلاده في الألعاب الأولمبية الصيفية 2012.

## روابط خارجية
ميخيل دوهاليافيتس على موقع اللجنة الأولمبية الدولية (الإنجليزية)
- ميخيل دوهاليافيتس على موقع أوليمبيديا (الإنجليزية)